# Governatore del New Jersey
Il Governatore del New Jersey (in inglese: Governor of New Jersey) è il capo del governo dello stato statunitense del New Jersey. La Costituzione del New Jersey inizialmente non prevedeva la figura del Vicegovernatore, ma attraverso un emendamento del 2006, impiegato effettivamente solo dal gennaio 2010, è stata istituita questa carica. Il primo vicegovernatore del New Jersey è una donna: la Repubblicana Kim Guadagno.

## Poteri
- Il governatore è il comandante in capo delle forze armate dello stato del New Jersey.
- Detiene il potere legislativo sufficiente per indire sessioni speciali
- Detiene il potere di veto
- Può concedere la grazia e l'indulto

## Elenco
Partiti
  Federalista (4)    Democratico-Repubblicano (3)    Democratico (28)    Repubblicano (17)    Whig (4) 
| #  | Foto | Governatore | Governatore                | Inizio carica    | Termine carica   | Partito                   | Vicegovernatore | Vicegovernatore | Mandati |
| -- | ---- | ----------- | -------------------------- | ---------------- | ---------------- | ------------------------- | --------------- | --------------- | ------- |
| 1  |      |             | William Livingston         | 31 agosto 1776   | 25 luglio 1790   | Federalista               | Nessuno         | Nessuno         | 13½     |
| —  |      |             | Elisha Lawrence            | 25 luglio 1790   | 29 ottobre 1790  | Federalista               | Nessuno         | Nessuno         | ½       |
| 2  |      |             | William Paterson           | 29 ottobre 1790  | 30 marzo 1793    | Federalista               | Nessuno         | Nessuno         | 2½      |
| —  |      |             | Thomas Henderson           | 30 marzo 1793    | 3 giugno 1793    | Federalista               | Nessuno         | Nessuno         | ½       |
| 3  |      |             | Richard Howell             | 3 giugno 1793    | 31 ottobre 1801  | Federalista               | Nessuno         | Nessuno         | 8       |
| 4  |      |             | Joseph Bloomfield          | 31 ottobre 1801  | 28 ottobre 1802  | Democratico-Repubblicano  | Nessuno         | Nessuno         | 1       |
| —  |      |             | John Lambert               | 28 ottobre 1802  | 29 ottobre 1803  | Democratico- Repubblicano | Nessuno         | Nessuno         | 1       |
| 4  |      |             | Joseph Bloomfield          | 29 ottobre 1803  | 29 ottobre 1812  | Democratico- Repubblicano | Nessuno         | Nessuno         | 9       |
| 5  |      |             | Aaron Ogden                | 29 ottobre 1812  | 29 ottobre 1813  | Federalista               | Nessuno         | Nessuno         | 1       |
| 6  |      |             | William Sanford Pennington | 29 ottobre 1813  | 19 giugno 1815   | Democratico- Repubblicano | Nessuno         | Nessuno         | 1½      |
| —  |      |             | William Kennedy            | 19 giugno 1815   | 26 ottobre 1815  | Democratico- Repubblicano | Nessuno         | Nessuno         | ½       |
| 7  |      |             | Mahlon Dickerson           | 26 ottobre 1815  | 1º febbraio 1817 | Democratico- Repubblicano | Nessuno         | Nessuno         | 1½      |
| 8  |      |             | Isaac Halstead Williamson  | 6 febbraio 1817  | 30 ottobre 1829  | Federalista               | Nessuno         | Nessuno         | 12½     |
| —  |      |             | Garret D. Wall             | —                | —                | Democratico               | Nessuno         | Nessuno         | —       |
| 9  |      |             | Peter Dumont Vroom         | 6 novembre 1829  | 26 ottobre 1832  | Democratico               | Nessuno         | Nessuno         | 3       |
| 10 |      |             | Samuel L. Southard         | 26 ottobre 1832  | 27 febbraio 1833 | Whig                      | Nessuno         | Nessuno         | ½       |
| 11 |      |             | Elias P. Seeley            | 27 febbraio 1833 | 25 ottobre 1833  | Whig                      | Nessuno         | Nessuno         | ½       |
| 9  |      |             | Peter Dumont Vroom         | 25 ottobre 1833  | 3 novembre 1836  | Democratico               | Nessuno         | Nessuno         | 3       |
| 12 |      |             | Philemon Dickerson         | 3 novembre 1836  | 27 ottobre 1837  | Democratico               | Nessuno         | Nessuno         | 1       |
| 13 |      |             | William Pennington         | 27 ottobre 1837  | 27 ottobre 1843  | Whig                      | Nessuno         | Nessuno         | 6       |
| 14 |      |             | Daniel Haines              | 27 ottobre 1843  | 21 gennaio 1845  | Democratico               | Nessuno         | Nessuno         | 1       |
| 15 |      |             | Charles C. Stratton        | 21 gennaio 1845  | 18 gennaio 1848  | Whig                      | Nessuno         | Nessuno         | 1       |
| 14 |      |             | Daniel Haines              | 18 gennaio 1848  | 21 gennaio 1851  | Democratico               | Nessuno         | Nessuno         | 1       |
| 16 |      |             | George Franklin Fort       | 21 gennaio 1851  | 17 gennaio 1854  | Democratico               | Nessuno         | Nessuno         | 1       |
| 17 |      |             | Rodman M. Price            | 17 gennaio 1854  | 20 gennaio 1857  | Democratico               | Nessuno         | Nessuno         | 1       |
| 18 |      |             | William A. Newell          | 20 gennaio 1857  | 17 gennaio 1860  | Repubblicano              | Nessuno         | Nessuno         | 1       |
| 19 |      |             | Charles Smith Olden        | 17 gennaio 1860  | 20 gennaio 1863  | Repubblicano              | Nessuno         | Nessuno         | 1       |
| 20 |      |             | Joel Parker                | 20 gennaio 1863  | 16 gennaio 1866  | Democratico               | Nessuno         | Nessuno         | 1       |
| 21 |      |             | Marcus Lawrence Ward       | 16 gennaio 1866  | 19 gennaio 1869  | Repubblicano              | Nessuno         | Nessuno         | 1       |
| 22 |      |             | Theodore Fitz Randolph     | 19 gennaio 1869  | 16 gennaio 1872  | Democratico               | Nessuno         | Nessuno         | 1       |
| 20 |      |             | Joel Parker                | 16 gennaio 1872  | 19 gennaio 1875  | Democratico               | Nessuno         | Nessuno         | 1       |
| 23 |      |             | Joseph D. Bedle            | 19 gennaio 1875  | 15 gennaio 1878  | Democratico               | Nessuno         | Nessuno         | 1       |
| 24 |      |             | George B. McClellan        | 15 gennaio 1878  | 18 gennaio 1881  | Democratico               | Nessuno         | Nessuno         | 1       |
| 25 |      |             | George C. Ludlow           | 18 gennaio 1881  | 15 gennaio 1884  | Democratico               | Nessuno         | Nessuno         | 1       |
| 26 |      |             | Leon Abbett                | 15 gennaio 1884  | 18 gennaio 1887  | Democratico               | Nessuno         | Nessuno         | 1       |
| 27 |      |             | Robert Stockton Green      | 18 gennaio 1887  | 21 gennaio 1890  | Democratico               | Nessuno         | Nessuno         | 1       |
| 26 |      |             | Leon Abbett                | 21 gennaio 1890  | 17 gennaio 1893  | Democratico               | Nessuno         | Nessuno         | 1       |
| 28 |      |             | George Theodore Werts      | 17 gennaio 1893  | 21 gennaio 1896  | Democratico               | Nessuno         | Nessuno         | 1       |
| 29 |      |             | John W. Griggs             | 21 gennaio 1896  | 31 gennaio 1898  | Repubblicano              | Nessuno         | Nessuno         | 1⁄3     |
| —  |      |             | Foster McGowan Voorhees    | 31 gennaio 1898  | 18 ottobre 1898  | Repubblicano              | Nessuno         | Nessuno         | 1⁄3     |
| —  |      |             | David Ogden Watkins        | 18 ottobre 1898  | 17 gennaio 1899  | Repubblicano              | Nessuno         | Nessuno         | 1⁄3     |
| 30 |      |             | Foster McGowan Voorhees    | 17 gennaio 1899  | 21 gennaio 1902  | Repubblicano              | Nessuno         | Nessuno         | 1       |
| 31 |      |             | Franklin Murphy            | 21 gennaio 1902  | 17 gennaio 1905  | Repubblicano              | Nessuno         | Nessuno         | 1       |
| 32 |      |             | Edward C. Stokes           | 17 gennaio 1905  | 21 gennaio 1908  | Repubblicano              | Nessuno         | Nessuno         | 1       |
| 33 |      |             | John Franklin Fort         | 21 gennaio 1908  | 17 gennaio 1911  | Repubblicano              | Nessuno         | Nessuno         | 1       |
| 34 |      |             | Woodrow Wilson             | 17 gennaio 1911  | 1º marzo 1913    | Democratico               | Nessuno         | Nessuno         | 1⁄3     |
| —  |      |             | James Fairman Fielder      | 1º marzo 1913    | 28 ottobre 1913  | Democratico               | Nessuno         | Nessuno         | 1⁄3     |
| —  |      |             | Leon R. Taylor             | 28 ottobre 1913  | 20 gennaio 1914  | Democratico               | Nessuno         | Nessuno         | 1⁄3     |
| 35 |      |             | James Fairman Fielder      | 20 gennaio 1914  | 16 gennaio 1917  | Democratico               | Nessuno         | Nessuno         | 1       |
| 36 |      |             | Walter Evans Edge          | 16 gennaio 1917  | 16 maggio 1919   | Repubblicano              | Nessuno         | Nessuno         | 1⁄3     |
| —  |      |             | William Nelson Runyon      | 16 maggio 1919   | 13 gennaio 1920  | Repubblicano              | Nessuno         | Nessuno         | 1⁄3     |
| —  |      |             | Clarence E. Case           | 13 gennaio 1920  | 20 gennaio 1920  | Repubblicano              | Nessuno         | Nessuno         | 1⁄3     |
| 37 |      |             | Edward I. Edwards          | 20 gennaio 1920  | 15 gennaio 1923  | Democratico               | Nessuno         | Nessuno         | 1       |
| 38 |      |             | George Sebastian Silzer    | 15 gennaio 1923  | 19 gennaio 1926  | Democratico               | Nessuno         | Nessuno         | 1       |
| 39 |      |             | A. Harry Moore             | 19 gennaio 1926  | 15 gennaio 1929  | Democratico               | Nessuno         | Nessuno         | 1       |
| 40 |      |             | Morgan Foster Larson       | 15 gennaio 1929  | 19 gennaio 1932  | Repubblicano              | Nessuno         | Nessuno         | 1       |
| 39 |      |             | A. Harry Moore             | 19 gennaio 1932  | 3 gennaio 1935   | Democratico               | Nessuno         | Nessuno         | 1⁄3     |
| —  |      |             | Clifford Ross Powell       | 3 gennaio 1935   | 8 gennaio 1935   | Repubblicano              | Nessuno         | Nessuno         | 1⁄3     |
| —  |      |             | Horace Griggs Prall        | 8 gennaio 1935   | 15 gennaio 1935  | Repubblicano              | Nessuno         | Nessuno         | 1⁄3     |
| 41 |      |             | Harold G. Hoffman          | 15 gennaio 1935  | 18 gennaio 1938  | Repubblicano              | Nessuno         | Nessuno         | 1       |
| 39 |      |             | A. Harry Moore             | 18 gennaio 1938  | 21 gennaio 1941  | Democratico               | Nessuno         | Nessuno         | 1       |
| 42 |      |             | Charles Edison             | 21 gennaio 1941  | 18 gennaio 1944  | Democratico               | Nessuno         | Nessuno         | 1       |
| 36 |      |             | Walter Evans Edge          | 18 gennaio 1944  | 21 gennaio 1947  | Repubblicano              | Nessuno         | Nessuno         | 1       |
| 43 |      |             | Alfred E. Driscoll         | 21 gennaio 1947  | 19 gennaio 1954  | Repubblicano              | Nessuno         | Nessuno         | 2       |
| 44 |      |             | Robert B. Meyner           | 19 gennaio 1954  | 16 gennaio 1962  | Democratico               | Nessuno         | Nessuno         | 2       |
| 45 |      |             | Richard J. Hughes          | 16 gennaio 1962  | 20 gennaio 1970  | Democratico               | Nessuno         | Nessuno         | 2       |
| 46 |      |             | William T. Cahill          | 20 gennaio 1970  | 15 gennaio 1974  | Repubblicano              | Nessuno         | Nessuno         | 1       |
| 47 |      |             | Brendan Byrne              | 15 gennaio 1974  | 19 gennaio 1982  | Democratico               | Nessuno         | Nessuno         | 2       |
| 48 |      |             | Thomas Kean                | 19 gennaio 1982  | 16 gennaio 1990  | Repubblicano              | Nessuno         | Nessuno         | 2       |
| 49 |      |             | James Florio               | 16 gennaio 1990  | 18 gennaio 1994  | Democratico               | Nessuno         | Nessuno         | 1       |
| 50 |      |             | Christine Todd Whitman     | 18 gennaio 1994  | 31 gennaio 2001  | Repubblicano              | Nessuno         | Nessuno         | 1⁄5     |
| 51 |      |             | Donald DiFrancesco         | 31 gennaio 2001  | 8 gennaio 2002   | Repubblicano              | Nessuno         | Nessuno         | 1⁄5     |
| —  |      |             | John Farmer Jr.            | 8 gennaio 2002   | 8 gennaio 2002   | Repubblicano              | Nessuno         | Nessuno         | 1⁄5     |
| —  |      |             | John O. Bennett            | 8 gennaio 2002   | 12 gennaio 2002  | Repubblicano              | Nessuno         | Nessuno         | 1⁄5     |
| —  |      |             | Richard Codey              | 12 gennaio 2002  | 15 gennaio 2002  | Democratico               | Nessuno         | Nessuno         | 1⁄5     |
| 52 |      |             | Jim McGreevey              | 15 gennaio 2002  | 15 novembre 2004 | Democratico               | Nessuno         | Nessuno         | 1⁄2     |
| 53 |      |             | Richard Codey              | 15 novembre 2004 | 17 gennaio 2006  | Democratico               | Nessuno         | Nessuno         | 1⁄2     |
| 54 |      |             | Jon Corzine                | 17 gennaio 2006  | 19 gennaio 2010  | Democratico               | Nessuno         | Nessuno         | 1       |
| 55 |      |             | Chris Christie             | 19 gennaio 2010  | 16 gennaio 2018  | Repubblicano              | Kim Guadagno    | Kim Guadagno    | 2       |
| 56 |      |             | Phil Murphy                | 16 gennaio 2018  | In carica        | Democratico               | Sheila Oliver   | Sheila Oliver   | 2       |

## Altre cariche elevate tenute dai governatori
| Governatore            | Periodo                       | Congresso | Congresso | Altri incarichi                                                             | Note          |
| Governatore            | Periodo                       | Camera    | Senato    | Altri incarichi                                                             | Note          |
| ---------------------- | ----------------------------- | --------- | --------- | --------------------------------------------------------------------------- | ------------- |
| William Livingston     | 1776–1790                     | —         | —         | Membro del Congresso continentale (1774–1776)                               | [ 10 ]        |
| William Paterson       | 1790–1793                     | —         | S†        | Delegato della Corte suprema degli Stati Uniti d'America*                   | [ 11 ]        |
| Thomas Henderson       | 1793                          | H         | —         | Eletto come delegato continentale ma ha rifiutato l'incarico                | [ 12 ]        |
| Joseph Bloomfield      | 1801–1802 1803–1812           | H         | —         |                                                                             | [ 13 ]        |
| John Lambert           | 1802–1803                     | —         | S         |                                                                             | [ 14 ]        |
| Aaron Ogden            | 1812–1813                     | —         | S         |                                                                             | [ 15 ]        |
| Mahlon Dickerson       | 1815–1817                     | —         | S*        | Segretario alla Marina degli Stati Uniti (1834–1838)                        | [ 16 ] [ 17 ] |
| Peter Dumont Vroom     | 1829–1832 1833–1836           | H         | —         | Ambasciatore degli Stati Uniti in Germania                                  | [ 18 ]        |
| Samuel L. Southard     | 1832–1833                     | —         | S*        | Presidente pro tempore del Senato, Segretario alla Marina degli Stati Uniti | [ 19 ]        |
| Philemon Dickerson     | 1836–1837                     | H†        | —         |                                                                             | [ 20 ]        |
| William Pennington     | 1837–1843                     | H         | —         | Speaker della Camera dei rappresentanti (1860–1861)                         | [ 21 ]        |
| Charles C. Stratton    | 1845–1848                     | H         | —         |                                                                             | [ 22 ]        |
| Rodman M. Price        | 1854–1857                     | H         | —         |                                                                             | [ 23 ]        |
| William A. Newell      | 1857–1860                     | H         | —         | Governatore dello stato di Washington (1880–1884)                           | [ 24 ]        |
| Marcus Lawrence Ward   | 1866–1869                     | H         | —         |                                                                             | [ 25 ]        |
| Theodore Fitz Randolph | 1869–1872                     | —         | S         |                                                                             | [ 26 ]        |
| Robert Stockton Green  | 1887–1890                     | H†        | —         |                                                                             | [ 27 ]        |
| John W. Griggs         | 1896–1898                     | —         | —         | Procuratore generale degli Stati Uniti d'America*                           | [ 28 ]        |
| Woodrow Wilson         | 1911–1913                     | —         | —         | Presidente degli Stati Uniti d'America*                                     | [ 29 ]        |
| Walter Evans Edge      | 1917–1919 1944–1947           | —         | S*        | Ambasciatore degli Stati Uniti in Francia (1929–1933)                       | [ 30 ]        |
| Edward I. Edwards      | 1920–1923                     | —         | S         |                                                                             | [ 31 ]        |
| A. Harry Moore         | 1926–1929 1932–1935 1938–1941 | —         | S†*       |                                                                             | [ 32 ] [ 33 ] |
| Harold G. Hoffman      | 1935–1938                     | H         | —         |                                                                             | [ 34 ]        |
| Charles Edison         | 1941–1944                     | —         | —         | Segretario alla Marina degli Stati Uniti                                    | [ 35 ]        |
| William T. Cahill      | 1970–1973                     | H†        | —         |                                                                             | [ 36 ]        |
| James Florio           | 1990–1994                     | H†        | —         |                                                                             | [ 37 ]        |
| Christine Todd Whitman | 1994–2001                     | —         | —         | Amministratore dell'agenzia per la protezione dell'ambiente*                | [ 38 ]        |
| Jon Corzine            | 2006–2010                     | —         | S†        |                                                                             | [ 39 ]        |
| Chris Christie         | 2010–2018                     | —         | —         | Procuratore generale del New Jersey                                         |               |
| Phil Murphy            | 2018–                         | —         | —         | Ambasciatore degli Stati Uniti in Germania (2009-2013)                      |               |

- Note: Garret D. Wall, who was elected to be governor in 1829 but declined, served as a U.S. Senator (1835–1841).[40]
- Note: Gov. William Pennington (1837–1843) was appointed Governor of the Territory of Minnesota by President Millard Fillmore (1850–1853), but declined.